# Доверенность
Дове́ренность — письменное уполномочие, выдаваемое одним лицом другому лицу для представительства перед третьими лицами в правоотношениях. Сторонами доверенности выступают доверитель («представляемый») и доверенное лицо («представитель», «поверенный»).

## Определение
Согласно БРЭ доверенность — это письменное уполномочие, выдаваемое одним физическим или юридическим лицом (доверителем) другому лицу (поверенному) для представительства перед третьими лицами в правоотношениях.

## Доверенность в России

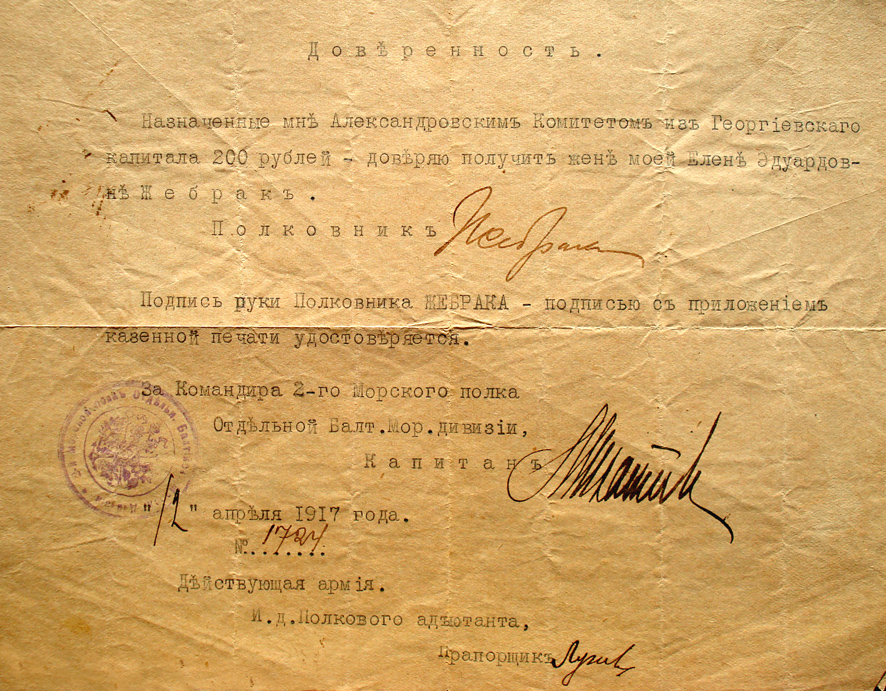
доверенность
Российская империя, 1917 год

### Характеристика доверенности
Доверенностью признается письменное уполномочие, выдаваемое одним лицом другому лицу или другим лицам для представительства перед третьими лицами (п. 1, ст. 185 ГК РФ).
Доверенность является односторонней сделкой, указывающей полномочия представителя. К доверенности применяются правила, применяемым к односторонней сделке, но действуют специальные нормы, закрепленные в главе 10 Гражданского кодекса Российской Федерации.
Правила ГК РФ о доверенности применяются также в случаях, когда полномочия представителя содержатся в договоре, в том числе в договоре между представителем и представляемым, между представляемым и третьим лицом, либо в решении собрания, если иное не установлено законом или не противоречит существу отношений (п. 4, ст. 185 ГК РФ).

### Виды доверенностей
По количеству доверителей и поверенных:
- Односторонние — где доверитель и поверенный выступают в единственном лице.
- Многосторонние — где доверителей и/или поверенных два и более.

По объёму полномочий, которыми наделяется представитель, различают три вида доверенности:
- Разовая доверенность — на выполнение определённого конкретного действия.
- Специальная доверенность — на совершение каких-либо однородных действий.
- Общая (генеральная) доверенность — на совершение любых по характеру действий перед любыми третьими лицами (объём полномочий в данной доверенности не ограничен).

Одной из разновидностей специальной доверенности являлась доверенность на право управления механическим транспортным средством, отменённая в России 24 ноября 2012 года, Постановлением Правительства РФ от 12 ноября 2012 года № 1156 «О внесении изменений в некоторые акты Правительства РФ».
По сроку, различают два вида доверенности:
- Срочная доверенность — выданная на определённый срок.
- Бессрочная доверенность — может быть отменена только в определённых случаях.

Примером бессрочной доверенности является безотзывная доверенность — доверенность, выданная в целях исполнения или обеспечения исполнения обязательства, представляемого перед представителем или лицами, от имени или в интересах которых действует представитель, в случаях, если такое обязательство связано с осуществлением предпринимательской деятельности, представляемый может указать в доверенности, выданной представителю, на то, что эта доверенность не может быть отменена до окончания срока её действия либо может быть отменена только в предусмотренных в доверенности случаях (п. 1, ст. 188.1 ГК РФ).
По форме, различают два вида доверенности:
- совершённую в простой письменной форме;
- совершённую в нотариальной форме (нотариально удостоверенную).

### Удостоверение доверенности

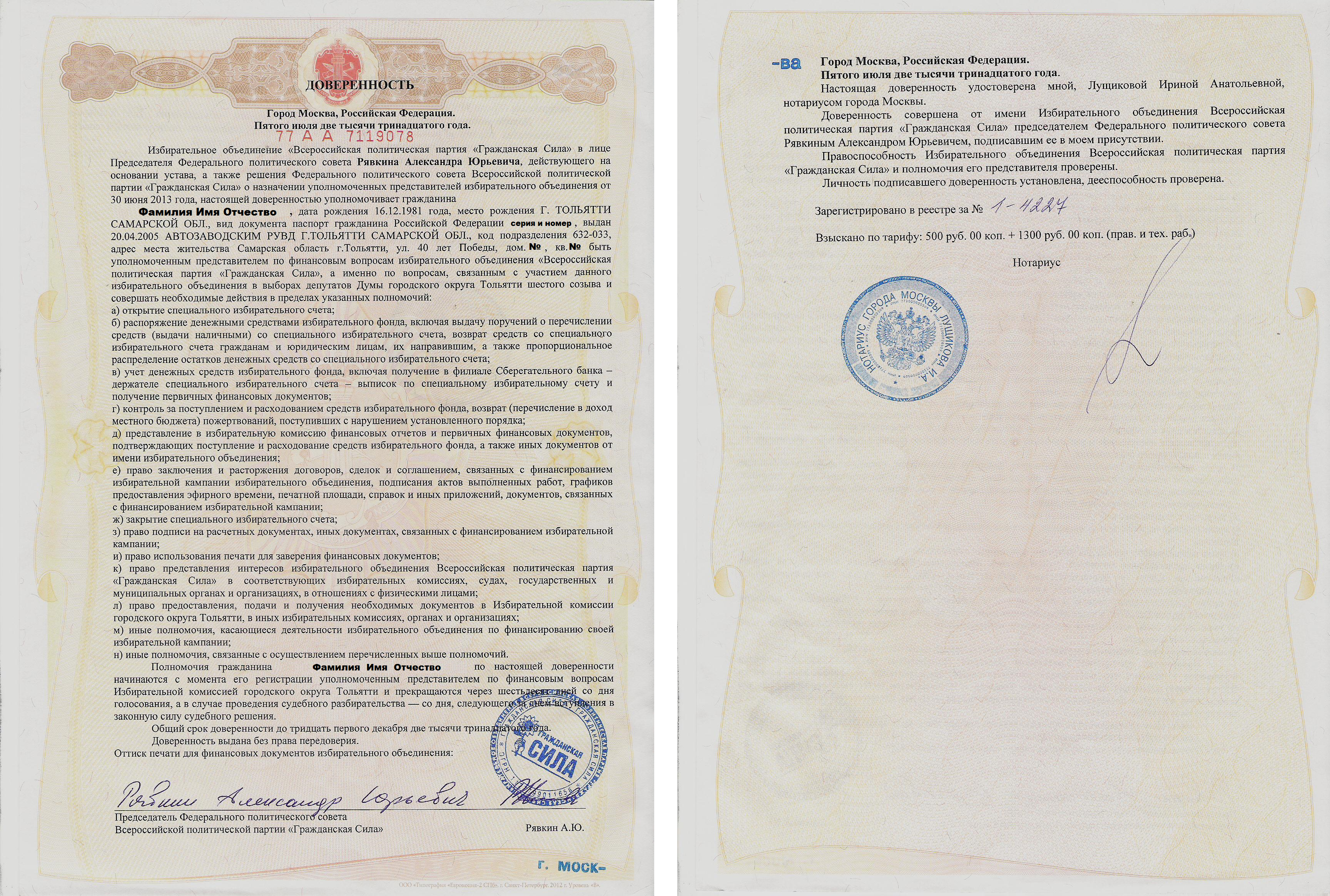
нотариальная доверенность
Российская Федерация, 2013 год

Доверенность на совершение сделок, требующих нотариальной формы, на подачу заявлений о государственной регистрации прав или сделок, а также на распоряжение зарегистрированными в государственных реестрах правами должна быть нотариально удостоверена (п. 1, ст. 185.1 ГК РФ).
К нотариально удостоверенным доверенностям приравниваются (п. 2, ст. 185.1 ГК РФ):
1. доверенности военнослужащих и других лиц, находящихся на излечении в госпиталях, санаториях и других военно-лечебных учреждениях, которые удостоверены начальником такого учреждения, его заместителем по медицинской части, а при их отсутствии старшим или дежурным врачом;
2. доверенности военнослужащих, а в пунктах дислокации воинских частей, соединений, учреждений и военно-учебных заведений, где нет нотариальных контор и других органов, совершающих нотариальные действия, также доверенности работников, членов их семей и членов семей военнослужащих, которые удостоверены командиром (начальником) этих части, соединения, учреждения или заведения;
3. доверенности лиц, находящихся в местах лишения свободы, которые удостоверены начальником соответствующего места лишения свободы;
4. доверенности совершеннолетних дееспособных граждан, находящихся в учреждениях социальной защиты населения, которые удостоверены администрацией этого учреждения или руководителем (его заместителем) соответствующего органа социальной защиты населения.

Доверенность на получение заработной платы и иных платежей, связанных с трудовыми отношениями, на получение вознаграждения авторов и изобретателей, пенсий, пособий и стипендий или на получение корреспонденции, за исключением ценной корреспонденции, может быть удостоверена организацией, в которой доверитель работает или учится, и администрацией стационарного лечебного учреждения, в котором он находится на излечении. Такая доверенность удостоверяется бесплатно (п. 3, ст. 185.1 ГК РФ).
Доверенность от имени юридического лица выдается за подписью его руководителя или иного лица, уполномоченного на это в соответствии с законом и учредительными документами (п. 4, ст. 185.1 ГК РФ).
Доверенность от имени юридического лица, основанного на государственной или муниципальной собственности, на получение или выдачу денег и других имущественных ценностей должна быть подписана также главным бухгалтером этой организации (п. 45 Приказа Минфина РФ от 28 декабря 2001 года № 119н «Об утверждении Методических указаний по бухгалтерскому учёту материально-производственных запасов»).
Доверенность, выдаваемая в порядке передоверия, должна быть нотариально удостоверена. Правило о нотариальном удостоверении доверенности, выдаваемой в порядке передоверия, не применяется к доверенностям, выдаваемым в порядке передоверия юридическими лицами, руководителями филиалов и представительств юридических лиц (п. 3, ст. 187 ГК РФ).
Безотзывная доверенность должна быть нотариально удостоверена и содержать прямое указание на ограничение возможности её отмены (п. 2, ст. 188.1 ГК РФ).
Письменное уполномочие на совершение сделки представителем может быть представлено представляемым непосредственно соответствующему третьему лицу, которое вправе удостовериться в личности представляемого и сделать об этом отметку на документе, подтверждающем полномочия представителя (п. 3, ст. 185 ГК РФ).
Письменное уполномочие на получение представителем гражданина его вклада в банке, внесение денежных средств на его счет по вкладу, на совершение операций по его банковскому счёту, в том числе получение денежных средств с его банковского счёта, а также на получение адресованной ему корреспонденции в организации связи может быть представлено представляемым непосредственно банку или организации связи (п. 3, ст. 185 ГК РФ).

### Передоверие
Отношения между представляемым лицом и представителем носят фидуциарный (лично-доверительный) характер, поэтому лицо, которому выдана доверенность, должно лично совершать те действия, на которые оно уполномочено, однако оно может передоверить их совершение другому лицу, если уполномочено на это доверенностью (п. 1, ст. 187 ГК РФ). Лицо, передавшее полномочия другому лицу, должно известить об этом в разумный срок выдавшее доверенность лицо и сообщить ему необходимые сведения о лице, которому переданы полномочия. Неисполнение этой обязанности возлагает на передавшее полномочия лицо ответственность за действия лица, которому оно передало полномочия, как за свои собственные (п. 2, ст. 187 ГК РФ).

### Срок доверенности
Если в доверенности не указан срок её действия, она сохраняет силу в течение года со дня её совершения, а доверенность, в которой не указана дата её совершения, ничтожна (п. 1, ст. 186 ГК РФ).
Срок действия доверенности, выданной в порядке передоверия, не может превышать срок действия доверенности, на основании которой она выдана (п. 4, ст. 187 ГК РФ).
Доверенность может быть выдана на неограниченный срок (безотзывная доверенность, нотариально удостоверенная, ст. 188.1 ГК РФ).
Удостоверенная нотариусом доверенность, предназначенная для совершения действий за границей и не содержащая указание о сроке её действия, сохраняет силу до её отмены лицом, выдавшим доверенность (п. 2, ст. 186 ГК РФ).

### Основания прекращения доверенности
Действие доверенности прекращается вследствие (ст. 188 ГК РФ):
1. истечения срока доверенности;
2. отмены доверенности лицом, выдавшим её, или одним из лиц, выдавших доверенность совместно;
3. отказа лица, которому выдана доверенность, от полномочий;
4. прекращения юридического лица, от имени которого или которому выдана доверенность, в том числе в результате его реорганизации в форме разделения, слияния или присоединения к другому юридическому лицу;
5. смерти гражданина, выдавшего доверенность, признания его недееспособным, ограниченно дееспособным или безвестно отсутствующим;
6. смерти гражданина, которому выдана доверенность, признания его недееспособным, ограниченно дееспособным или безвестно отсутствующим;
7. введения в отношении представляемого или представителя такой процедуры банкротства, при которой соответствующее лицо утрачивает право самостоятельно выдавать доверенности.

Лицо, выдавшее доверенность и впоследствии отменившее её, обязано известить об отмене лицо, которому доверенность выдана, а также известных ему третьих лиц, для представительства перед которыми дана доверенность (п. 1, ст. 189 ГК РФ).
По прекращении доверенности лицо, которому она выдана, или его правопреемники обязаны немедленно вернуть доверенность (п. 3, ст. 189 ГК РФ).